# グラッドストン駅
グラッドストン駅（英語：Gladstone just railway station）はオーストラリアクイーンズランド州グラッドストン タンク・ストリートおよびトゥールーア・ストリートにあるクイーンズランド鉄道ノース・コースト線の駅。

## 利用可能な鉄道路線／列車
クイーンズランド鉄道トラベルトレインの停車する列車は下記の通り。
ブリスベンとケアンズ間の夜行長距離列車スピリット・オブ・クイーンズランド号 …ブリスベン方面 月・火・木・金・土、ケアンズ方面 月・火・水・金・土 停車 
ブリスベンとロングリーチ間の夜行長距離列車スピリット・オブ・ジ・アウトバック号 …ブリスベン方面 火・金、ロングリーチ方面 水・土 停車 
ブリスベンとロックハンプトン間の昼行長距離列車ティルト・トレイン号 …1日1往復 停車 